# علم المعلومات الكمية
علم المعلومات الكمية (بالإنجليزية: Quantum information science)‏ هو مجال دراسة حول علم المعلومات المتعلق بتأثيرات الكم في الفيزياء. يتضمن القضايا النظرية في النماذج الحسابية بالإضافة إلى المزيد من الموضوعات التجريبية في فيزياء الكم بما في ذلك ما يمكن وما لا يمكن فعله بالمعلومات الكمومية. يُستخدم مصطلح نظرية المعلومات الكمية أيضًا، لكنه يفشل في تضمين البحث التجريبي في المجال ويمكن الخلط بينه وبين حقل فرعي من علم المعلومات الكمية يدرس معالجة المعلومات الكمية.

## الدراسات العلمية والهندسية
لفهم النقل الآني الكمي، يتطلب التشابك الكمي وتصنيع أجهزة الحاسوب الكمومية فهمًا شاملاً لفيزياء وهندسة الكم. منذ عام 2010، كان هناك تقدم ملحوظ في تصنيع أجهزة الحاسوب الكمومية، حيث استثمرت شركات مثل جوجل وآي بي إم بشكل كبير في أبحاث أجهزة الحاسوب الكمومية. اليوم، من الممكن بناء حاسوب كمي بأكثر من 100 كيوبت. ومع ذلك، فإن معدل الخطأ كبير جدًا بسبب نقص المواد المناسبة لتصنيع أجهزة الحاسوب الكمومية. قد يكون فرميون ماجورانا [الإنجليزية] واحدًا من المواد الأساسية التي يفتقر إليها.
تم بالفعل تسويق أجهزة التشفير الكمي. هناك شفرة قديمة تسمى لوحة المرة الواحدة مستخدمة على نطاق واسع بين الجواسيس في حقبة الحرب الباردة. يستخدم سلسلة طويلة من المفاتيح العشوائية. إذا تبادل شخصان نفس المفاتيح العشوائية بأمان، فمن الممكن فقط فك تشفير لوحة زمنية واحدة عن طريق الصدفة. ومع ذلك، يمكن حل مشاكل التبادل الرئيسية باستخدام أزواج الجسيمات المتشابكة في التبادل. توفر قوانين ميكانيكا الكم مثل مبرهنة منع النسخ وانهيار الدالة الموجية الأساس للتبادل الآمن للمفاتيح العشوائية. لذلك فإن تصنيع الأجهزة التي يمكنها نقل الجسيمات المتشابكة الكمومية هو هدف علمي وهندسي مهم.
هناك حاجة أيضًا إلى لغات البرمجة لأجهزة الحاسوب الكمومية. تعد Qiskit وCirq وQ Sharp من لغات البرمجة الكمومية الشائعة.

## الموضوعات الرياضية ذات الصلة
تعد الخوارزمية الكمومية ونظرية التعقيد الكمومي موضوعين في الخوارزميات ونظرية التعقيد الحسابي. في عام 1994، نشر عالم الرياضيات بيتر شور خوارزمية التحليل الأولي الخاصة به. إذا كان لدى المرء 4000 كيوبت منطقي كمبيوتر كمي، فيمكن للمرء أن يهدد الأصفار الأكثر استخدامًا مثل RSA وECC باستخدام خوارزمية شور. يمكن أن يؤدي الأمر إلى مشاكل أمنية خطيرة للعديد من البلدان. لذلك، أثارت ورقته البحثية الكثير من الاستثمار في أبحاث الحوسبة الكمومية. يستعد العديد من علماء الرياضيات وعلماء التشفير لدخول عصر الحوسبة الكمومية.